# Гёкдепинский этрап
Гёкдепинский этрап (туркм. Gökdepe etraby) — этрап в Ахалском велаяте Туркменистана. Административный центр — город Гёкдепе.

## История
Образован в январе 1927 года как Геок-Тепинский район Туркменской ССР с центром в посёлке городского типа Геок-Тепе. В ноябре 1939 года Геок-Тепинский район отошёл к новообразованной Ашхабадской области.
В мае 1959 года Ашхабадская область была упразднена, и район вновь перешёл в прямое подчинение Туркменской ССР. В декабре 1973 года вновь была создана Ашхабадская область, в состав которой вошёл Геок-Тепинский район.
В 1988 году Ашхабадская область вновь была упразднена, и район перешёл в прямое подчинение Туркменской ССР. В 1990-е годы Геок-Тепинский район был переименован в Гёкдепинский этрап и вошёл в состав Ахалского велаята.

## Известные уроженцы
- Мухаммед Атаев — Герой Советского Союза.
- Гурбангулы Мяликгулыевич Бердымухамедов — президент Туркменистана.
- Вахыт Сахетмыратович Оразсахедов — футболист.